# Idioma yuki
El yuki (también llamada ukiah, ukommno'm) es una lengua indígena del norte de California hablado anteriormente por los miembros de la etnia yuki, que habitaban el área del río de Eel, en la reserva del Valle del Round.
La lengua se extinguió durante el siglo XX. Usualmente se considera que el yuki está emparentado con el idioma wappo, aunque el parentesco es lejano.

### Enlaces exteriores
- Northern Yukian language

- Datos: Q36993